# NCAA Division I Men’s Tennis Championships 1997
Bei den NCAA Division I Men’s Tennis Championships wurden 1997 die Meister im US-amerikanischen College Tennis ermittelt. Gespielt wurde vom 17. bis zum 25. Mai in Los Angeles, Kalifornien. Als Gastgeberin fungierte die UCLA.

## Mannschaftsmeisterschaften
| Nr. | Spieler  | Erreichte Runde |
| --- | -------- | --------------- |
| 1.  | UCLA     | Halbfinale      |
| 2.  | Ole Miss | Halbfinale      |
| 3.  | Stanford | Sieg            |
| 4.  | Georgia  | Finale          |

| Nr.  | Spieler           | Erreichte Runde |
| ---- | ----------------- | --------------- |
| 5–8. | Boise State       | Viertelfinale   |
| 5–8. | Kentucky          | 1. Runde        |
| 5–8. | LSU               | 1. Runde        |
| 5–8. | Mississippi State | Viertelfinale   |

## Einzel
| Nr. | Spieler           | Erreichte Runde |
| --- | ----------------- | --------------- |
| 1.  | Thomas Dupré      | 2. Runde        |
| 2.  | Frédéric Niemeyer | Viertelfinale   |
| 3.  | Eric Taino        | Achtelfinale    |
| 4.  | Michael Russell   | 1. Runde        |
| 5.  | Johan Hede        | 1. Runde        |
| 6.  | Cédric Kauffmann  | 2. Runde        |
| 7.  | Ryan Wolters      | Viertelfinale   |
| 8.  | John Roddick      | 1. Runde        |

| Nr.   | Spieler              | Erreichte Runde |
| ----- | -------------------- | --------------- |
| 9–16. | George Bastl         | Finale          |
| 9–16. | Bob Bryan            | Achtelfinale    |
| 9–16. | Sébastien de Chaunac | Halbfinale      |
| 9–16. | Eddie Jacques        | 1. Runde        |
| 9–16. | Johan Landsberg      | Achtelfinale    |
| 9–16. | Justin O’Neal        | 1. Runde        |
| 9–16. | Mitch Sprengelmeyer  | 1. Runde        |
| 9–16. | Olivier Tauma        | Halbfinale      |

## Doppel
| Nr. | Paarung                        | Erreichte Runde |
| --- | ------------------------------ | --------------- |
| 1.  | Ashley Fisher Jason Weir-Smith | 1. Runde        |
| 2.  | Kelly Gullett Robert Lindstedt | 1. Runde        |
| 3.  | Tim Crichton Tom Hamilton      | 2. Runde        |
| 4.  | Simon Larose Matt Pledger      | 2. Runde        |

| Nr.  | Paarung                   | Erreichte Runde |
| ---- | ------------------------- | --------------- |
| 5–8. | Adham Alaily Lee Pearson  | Viertelfinale   |
| 5–8. | George Bastl Kyle Spencer | Finale          |
| 5–8. | Kevin Kim Eric Lin        | 1. Runde        |
| 5–8. | Doug Root Jordan Wile     | 1. Runde        |